# 광양시의 향토문화유산
광양시의 향토유적은 지정문화재 이외의 것으로써 다음 각 호의 어느 하나에 해당되는 것을 말한다.
1. 유형 또는 무형의 문화적 소산으로써 역사적·예술적 가치가 있는 것과 이에 준하는 고고자료
2. 사적지, 경승지, 동물(서식지, 번식지, 도래지를 포함한다), 식물(자생지를 포함 한다), 광물, 동굴 등으로써 역사, 학술, 예술, 관상상으로서 가치가 있는 것
3. 의식주, 생업, 신앙, 풍속, 관습과 이에 사용되는 의복, 가구, 가옥 등으로써 인간생활의 변화에 따른 흐름을 이해하는데 필요한 민속자료
4. 건립, 건축된지 50년 이상이 되는 민가, 사찰, 향교, 서원, 사우, 정자 등으로써 역사적 의의를 가진 전통 건조물
5. 기타 광양시장이 광양시 향토문화유산보호관리원회 심의를 거쳐 보존·관리가 필요하다고 인정하는 것

## 지정 목록
| 번호 | 그림 | 명칭                                   | 소재지                         | 소유자 (관리단체)        | 지정·해제일자         | 비고 |
| ---- | ---- | -------------------------------------- | ------------------------------ | ------------------------ | --------------------- | ---- |
| 1호  |      | 광양 인서리 우달홍 정려비와 세수제     | 광양시 광양읍 인서리 151       | 단양우씨하정공파광양종중 | 2007년 7월 4일 지정   |      |
| 2호  |      | 광양 덕례리 김치조칭송 편액            | 광양시 광양읍 덕례리 541       | 김영달                   | 2007년 7월 4일 지정   |      |
| 3호  |      | 봉강 신룡리 형제 의병장 묘역 및 쌍의사 | 광양시 봉강면 신룡리 산 4-7 외 | 김영달                   | 2007년 7월 4일 지정   |      |
| 4호  |      | 옥곡 장동리 쌍효정려비                 | 광양시 옥곡면 장동리 500-1     | 전주류씨옥곡면종친회     | 2007년 7월 4일 지정   |      |
| 5호  |      | 진상 청암리 양복수 정려비              | 광양시 진상면 청암리 460-5     | 양승화                   | 2007년 7월 4일 지정   |      |
| 6호  |      | 진월 송금리 김대례공신비               | 광양시 진월면 송금리 산65-4    | 김병주                   | 2007년 7월 4일 지정   |      |
| 7호  |      | 유당공원 내 비군                       | 광양시 광양읍 목성리 673-1     | 광양시                   | 2008년 12월 24일 지정 |      |
| 8호  |      | 송천사지 부도군                        | 광양시 옥룡면 동곡리 산82-1    | 김형태외2/서한두         | 2008년 12월 24일 지정 |      |
| 9호  |      | 명암지석묘군                           | 광양시 봉강면 석사리 1014      | 이강준                   | 2008년 12월 24일 지정 |      |
| 10호 |      | 진월 돈탁마을 숲                       | 광양시 진월면 오사리 1213-12   | 돈탁마을회               | 2008년 12월 24일 지정 |      |
| 11호 |      | 광양 수성당                            | 광양시 광양읍 칠성리 12-1      | 광양수성당               | 2008년 12월 24일 지정 |      |
| 12호 |      | 봉강 지곡리 각비 고인돌군              | 광양시 봉강면 지곡리 496-2     | 이경화외6名              | 2015년 2월 17일 지정  |      |
| 13호 |      | 광양읍 삼광사 소장 불서                | 광양시 광양읍 구산리 562       | 양명순                   | 2015년 2월 17일 지정  |      |
| 14호 |      | 봉강 봉당리 거연정                     | 광양시 봉강면 봉당리 598       | 박판기외4인              | 2015년 2월 17일 지정  |      |
| 15호 |      | 진월 차사리 용암세장                   | 광양시 진월면 차사리 440-1     | 안영준                   | 2015년 2월 17일 지정  |      |

## 참고 문헌
- 광양시 홈페이지 - 고시/공고